# Почтовое управление Бангладеш
Почто́вое управле́ние Бангладе́ш (англ. Bangladesh Post Office) — отвечающее за почтовую связь в стране ведомство при Министерстве почт и телекоммуникаций Бангладеш (Ministry of Posts and Telecommunication). Будучи официальным государственным оператором почтовой связи, организация представляет Бангладеш во Всемирном почтовом союзе (ВПС; с 1973).

## Описание
Управление создано в структуре Министерства почт и телекоммуникаций Бангладеш, которое является одним из важнейших министерств правительства Народной Республики Бангладеш (англ. Government of the People's Republic of Bangladesh), несёт основную ответственность за обеспечение страны почтовой и электрической связью и определяет политику обоих подчинённых ему ведомств.
Почтовое управление Бангладеш призвано оказывать широкий спектр почтовых услуг. Это национальная почтовая служба, связывающая воедино обширную страну с большим населением. Почтовое ведомство Бангладеш обязано обеспечивать быстрой, надёжной и регулярной почтовой связью людей всех слоёв общества по разумной цене.

## История
Бангладеш развивает свою собственную почтовую систему с момента получения государственной независимости в 1971 году. Почтовое управление Бангладеш создано в декабре 1971 года. С 7 февраля 1973 года страна является членом ВПС. Бангладешская почта основывается на традиционной британской почтовой системе.

## Современность
В декабре 2008 года правительством была инициирована общегосударственная программа «Digital Bangladesh» («Цифровая Бангладеш»), направленная на устранение технологического разрыва в стране к 2021 году. В рамках этой программы происходит внедрение компьютерных и мобильных технологий во всех сферах почтового обслуживания. Разработан и в декабре 2010 года начат проект по автоматизации службы операционных окон на основе компьютеризованной системы для выполнения разнообразных почтовых работ, включая:
- обработку посылок,
- отслеживание проходящих почтовых отправлений,
- сортировку корреспонденции,
- бухучет, подготовку персонала и менеджмент.

На первом этапе эта система вводится на 80 крупных почтовых отделениях, в дальнейшем ею будут охвачены все 1600 отделений связи страны.
В последнее время почтовая служба Бангладеш внедряет также операции с денежными почтовыми переводами с помощью мобильной связи. Для этого начальники всех почтовых отделений снабжены мобильными телефонами и портативными компьютерами. В условиях частых перебоев с электроэнергией использование мобильной связи в стране весьма актуально. По состоянию на 2010 год, SIM-карты и мобильные телефоны уже были розданы 8,5 тыс. сельских почтмейстеров. Модернизация услуги почтовых переводов позволила существенно уменьшить объём обрабатываемых бумажных денежных переводов — с 4 млн в 2006 году до 2,8 млн в 2010 году. По оценкам Почтового управления, всего в течение 2010 года было обработано около 6 млн переводов. Согласно действующему Закону о почте, ведомству разрешается заниматься этой деятельностью на протяжении 150 лет.
Часть почтового бизнеса от правительственного почтового ведомства была передана частным курьерским компаниям. В ряде сельских районов Бангладеш ещё отсутствует структура почтовых отделений, и обычно в качестве таковых используются дома почтмейстера или сельские лавки. Планируется построить государственные почтовые отделения во всех 8,5 тыс. сельских населённых пунктах страны.
Несмотря на членство в ВПС, на протяжении 12 лет, до 2008 года, Бангладеш не проявляла какой-либо активности в этой международной почтовой организации, что было во многом обусловлено недостаточным вниманием к почте со стороны правительства внутри страны. Однако эта ситуация изменилась, и на XXIV конгрессе ВПС 2008 года Бангладеш была избрана в Административный совет и Совет почтовой эксплуатации ВПС.

## Почтовый музей
По некоторым сведениям, при Главном почтовом управлении в Дакке имеется Почтовый музей Бангладеш по адресу:

Bangladesh Postal Museum, General Post Office, Dacca, Bangladesh